# Exhall (Stratford-on-Avon)
Pour les articles homonymes, voir Exhall.
Exhall est un village et une paroisse civile du Warwickshire, en Angleterre.